# Thundorf in Unterfranken
Thundorf in Unterfranken è un comune tedesco di 1 168 abitanti, situato nel land della Baviera.